# Vandalism

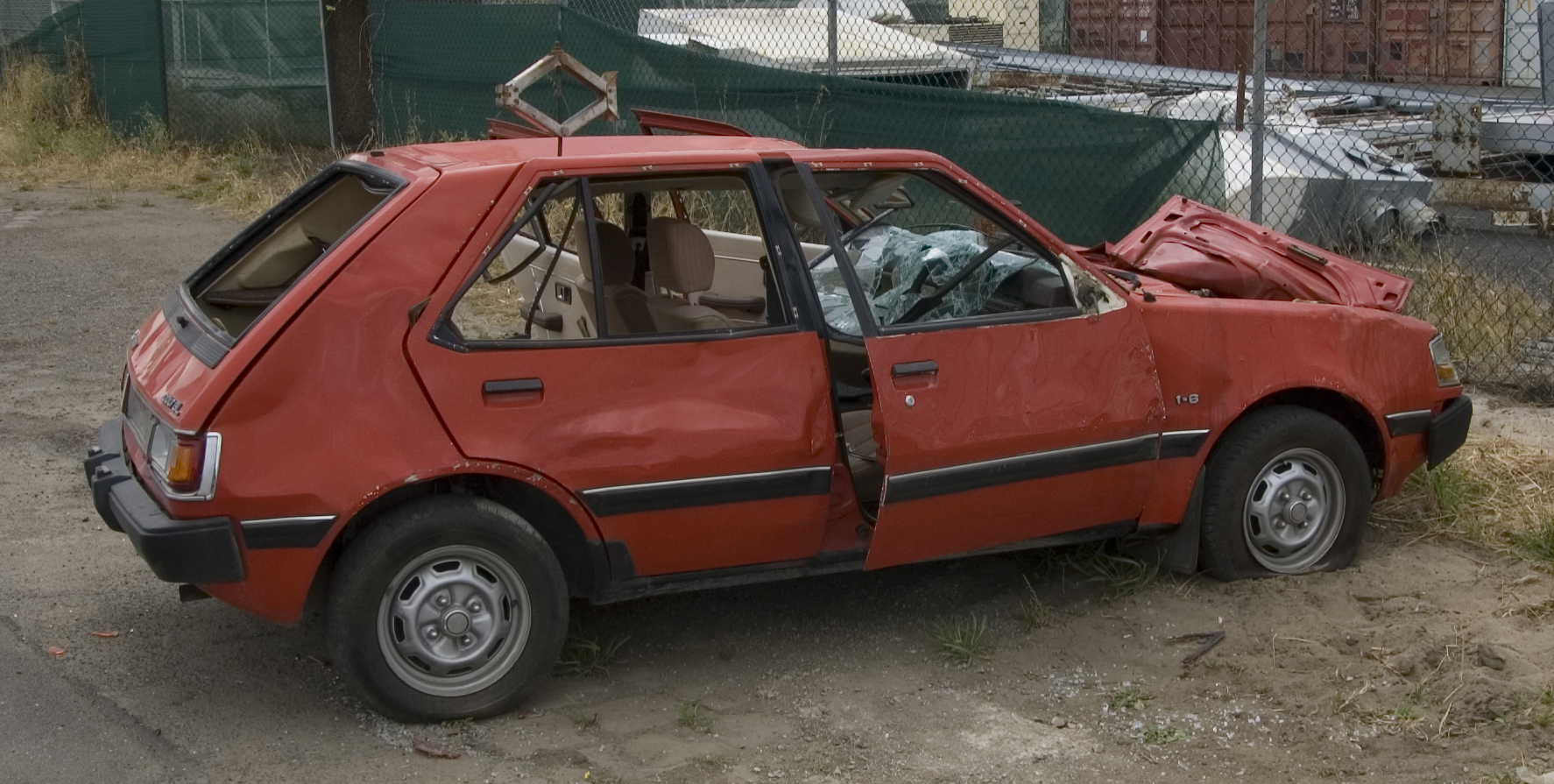
En vandaliserad bil i Melbourne i Australien.

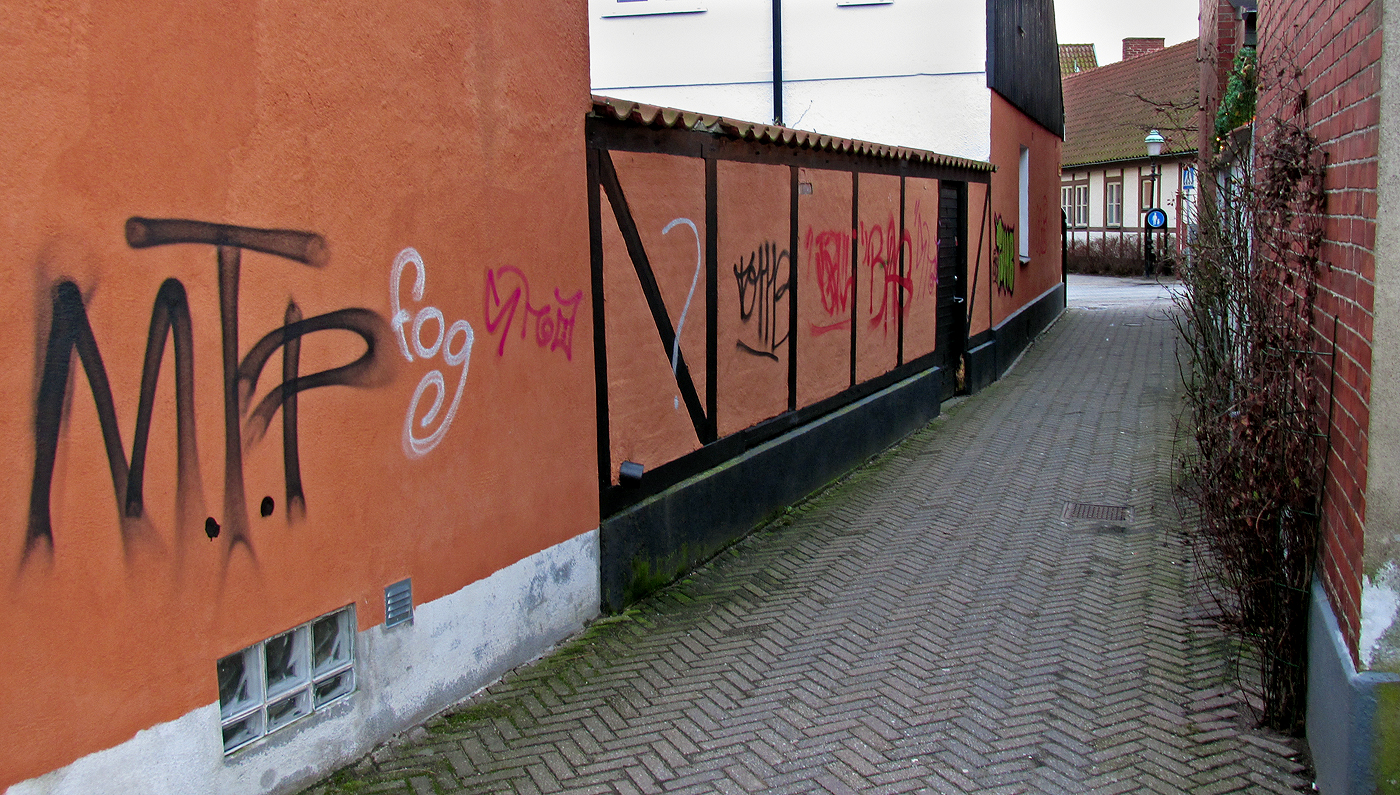
Graffiti, här i form av "tags", är en typ av vandalism.Ystad 2014.

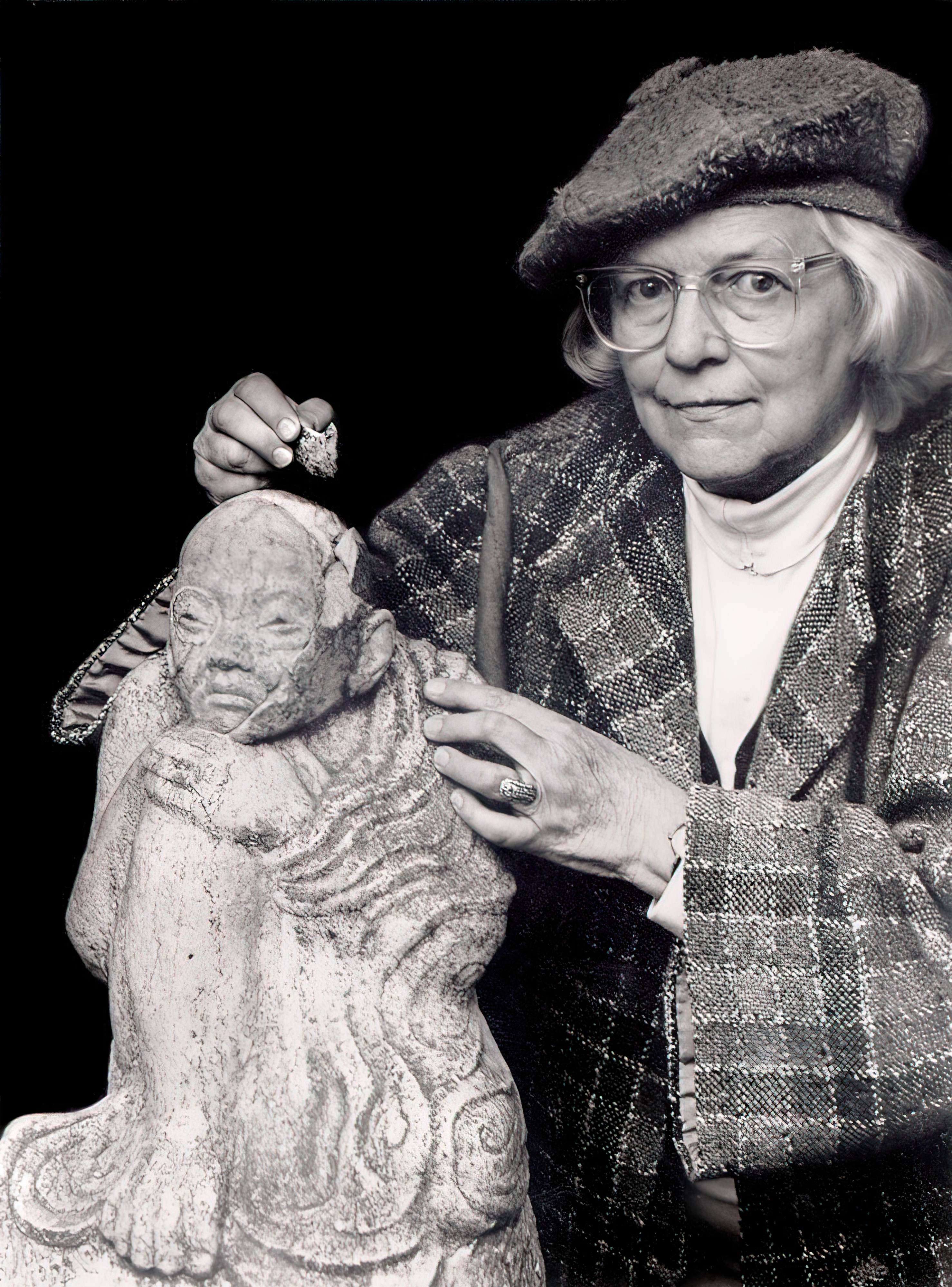
Skulptören Gertrud Håkansson med sin skulptur Mediterande Buddha efter en vandalisering i Slottsparken i Malmö 1987.

Vandalism är en med uppsåt utförd förstörelse. Det kan också syfta på en otillåten modifiering av en struktur, symbol eller något annat som går mot viljan av ägaren eller den bestämmande enheten för egendomen.

## Betydelse och användning
Historiskt har det försvarats av målaren Gustave Courbet som förstörelse av monument som symboliserar "krig och erövring". Därigenom kan det även ses som ett uttryck för förakt, kreativitet, eller både och. Inom sociologin kan vandalism både betraktas som ett ideologiskt och målinriktat sabotage och som en dynamisk ritual. Som ett uttryck för socialt utanförskap kan det också ses som ett nihilistiskt våld.
Termen vandal refererade till vandalerna, som plundrade Rom år 455.
Att vandalisera är ett brott. I Sverige kallas brottet för skadegörelse och straffas med böter eller fängelse i högst ett år.

## Etymologi
Ordet vandalism kommer från franskans vandalisme. Ordet myntades 1794 av Henri Grégoire, fransk abbé. Han liknade den franska revolutionens förstörelse av bland annat klostrens bibliotek med vandalernas plundring av Rom år 455.
Vandalerna existerar inte längre som en identifierbar etnisk grupp.